# Kamelinia
Kamelinia is een geslacht uit de schermbloemenfamilie (Apiaceae). Het geslacht telt slechts één soort, Kamelinia tianschanica, die voorkomt in Kazachstan.
Het geslacht werd genoemd naar de Russische botanicus Roedolf Vladimirovitsj Kamelin (1938–2016).

## Soorten
- Kamelinia tianschanica F.O.Khass. & I.I.Malzev

... · 
Aciphylla · 
Actinotus · 
Aegopodium · 
Aethusa · 
Ammi (Akkerscherm) · 
Anethum · 
Angelica (Engelwortel) · 
Anisotome · 
Anthriscus (Kervel) · 
Apium (Moerasscherm) · 
Artedia · 
Astrantia (Sterrenscherm) · 
Athamanta · 
Azorella · 
Berula · 
Bifora · 
Bunium · 
Bupleurum (Goudscherm) · 
Carum (Karwij) · 
Caucalis · 
Chaerophyllum (Ribzaad) · 
Cicuta · 
Conium · 
Conopodium · 
Coriandrum · 
Crithmum · 
Cuminum · 
Daucus · 
Eryngium (Kruisdistel) · 
Falcaria · 
Ferula · 
Foeniculum · 
Heracleum (Berenklauw) · 
Levisticum · 
Myrrhis · 
Oenanthe (Torkruid) · 
Orlaya · 
Pastinaca (Pastinaak) · 
Petroselinum (Peterselie) · 
Peucedanum (Varkenskervel) · 
Pimpinella (Bevernel) · 
Pycnocycla ·
Sanicula · 
Scandix · 
Selinum · 
Silaum · 
Sium · 
Smyrnium (Zwarte kervel) · 
Steganotaenia · 
Thapsia · 
Thaspium · 
Thecocarpus · 
Tiedemannia · 
Tilingia · 
Torilis (Doornzaad) · 
Xanthosia · 
...